# Polyptychus draconis
Polyptychus draconis är en fjärilsart som beskrevs av Rothschild och Jordan 1916. Polyptychus draconis ingår i släktet Polyptychus och familjen svärmare. Inga underarter finns listade i Catalogue of Life.